# Marko Bombelles
Grof Marko (Markus) Bombelles st. (London, 1830. − Merano, 1906.), znameniti i zaslužni Viničanac iz hrvatske plemićke obitelji Bombellesa. Zaslužnik kulturnog i gospodarskog razvitka svog kraja. Jedini brat Charlesa Alberta.
Član Hrvatsko-slavonskog gospodarskog društva.
Oženio se kćerkom grofa Franje Draškovića, Ferdinandom, s kojom je dobio djecu Marka, Klotildu i Sofiju. Kćeri su se udale u plemićke obitelji Jankovića i Brandisa. Ženidbom je stekao posjede u Varaždinskoj županiji (Opeka, Zelendvor i grad Vinicu). Oko 1860. na svojim posjedima započinje izgradnju lovišta, a začetnik je perivoja dvorca Opeka za koji je raslinje pribavljao iz Tibeta, Japana, Kine, te Sjeverne Amerike. Osobitu je pažnju pridavao razvoju gospodarstva, stočarstva i vinogradarstva. Sve svoje proizvode je izložio na Prvoj međunarodnoj gospodarskoj izložbi u Zagrebu 1864. gdje je bio nagrađen za njihovu kvalitetu. U Vinici je živio 37 godina, od vjenčanja do smrti brata Charlesa.
Kad je Charles Albert umro, Marko je naslijedio bratov imetak s kojim mu je došlo i ugarsko grofovstvo. Odselio se u Beč, a imanja je ostavio sinu Marku mlađemu i kćerkama Klotildi i Sofiji. U Beču se bavio umjetnošću i kulturom. Autor je romana i knjiga na njemačkom jeziku. Jedan pseudoroman bavi se hrvatskom poviješću 18. stoljeća. Objavljen je u nastavcima 1890. godine u bečkom Fremdenblattu kao Die Schlossherrin von Kamenica. Hrvatski prijevod tog romana objavljen je pod imenom Petronika.

## Vanjske poveznice
- Marko Bombelles stariji, Geni.com